# 莼湖街道
莼湖街道，是中华人民共和国浙江省宁波市奉化区下辖的一个街道办事处，辖区面积145.32平方公里，因莼湖而得名:84-85。

## 历史
宋至清属忠义乡、松林乡，民国初期为西忠义区（部分属东忠义区）、松林区，1919年设莼湖街镇、鲒埼镇，1939年属莼湖区忠义二乡、三乡、四乡、八乡，方门区松四乡，1947年属忠义区莼湖乡、梧山乡，松林区埼亭乡，1949年属莼湖区莼湖镇、梧山乡，方门区埼亭乡，1950年改为莼湖区莼湖乡、桐蕉司乡、吴家埠乡、桐照乡、栖凤乡、后琅乡、楼隘乡，方门区鲒埼乡、洪溪乡、下陈乡，1954年洪溪乡划归莼湖区，1956年撤销莼湖区，桐蕉司乡、吴家埠乡并入莼湖乡，栖凤乡并入桐照乡，楼隘乡并入后琅乡，下陈乡、洪溪乡、鸣雁乡马夹岙村并入鲒埼乡，1958年改为莼湖公社莼湖管理区、桐照管理区、鲒埼管理区，裘村公社后琅管理区，1961年改为莼湖公社、桐照公社、鲒埼公社、后琅公社，属莼湖区，1970年撤销莼湖区，后琅公社并入裘村公社，1971年恢复后琅公社，1972年恢复莼湖区，1983年改为莼湖乡、桐照乡、鲒埼乡、后琅乡，1984年莼湖乡改为莼湖镇，1992年5月撤销莼湖区，后琅乡并入莼湖镇，1995年桐照乡改为桐照镇，2001年6月桐照镇、鲒埼乡并入莼湖镇:11-18、229、507:84，2019年7月，撤镇设立莼湖街道，2019年8月26日正式成立。

## 行政区划
莼湖街道下辖以下地区：
莼湖社区、桐照社区、鲒埼社区、同山村、茅屿村、吴家埠村、南岙村、舍辋村、街东村、街西村、东谢村、西谢村、牌门头村、金地村、翁岙村、朱家店村、岙口村、黄檗村、后琅村、王夹岙村、冒头村、袁岙村、贺墅村、谢家村、曲池村、田央村、尹家村、碶头村、塘头周村、河泊所村、鸿峙村、章胡村、漂溪村、许家村、缪家村、冯家村、塘头村、四联村、下陈一村、下陈二村、下陈三村、张家岙村、朱家弄村、陆家山村、宋夹岙村、马夹岙村、楼隘村、杨家村、桐蕉司村、桐照村、栖凤村、洪溪村、鲒埼村和兴联村。